# Henri Lubatti
Henri Lubatti (Seattle, 25 febbraio 1972) è un attore statunitense.

## Biografia
Nato a Seattle, sua madre Catherine è francese mentre suo padre italiano. Anche grazie a questo parla bene sia il francese che l'italiano oltreché l'inglese.
Ha conseguito due lauree in recitazione: la prima presso la Roosevelt High School di Seattle nel 1990, la seconda presso l'Università del Washington. Da giovane ha vissuto per un anno in Italia.
Tra il 2005 e il 2006 ha interpretato uno dei personaggi principali della serie TV Sleeper Cell, ovvero il terrorista bosniaco Ilija Korjenić. Per interpretare al meglio il personaggio ha preso lezioni da un suo amico bosniaco per simulare meglio l'accento da dare a Korjenić.
Nel corso della sua carriera si è anche distinto per il ruoli avuti nelle serie TV Felicity, 24, The O.C. e C'era una volta (in quest'ultima ha interpretato Lumière).

## Filmografia

### Televisione
- X-Files - serie TV, episodio 5x16 (1998)
- Millenium - serie TV, episodio 2x20 (1998)
- Angel - serie TV, episodio 1x15 (2000)
- V.I.P. - serie TV, episodio 3x08 (2000)
- E.R. - Medici in prima linea (E.R.) - serie TV, episodio 7x20 (2001)
- The Practice - Professione avvocati (The Practice) - serie TV, episodio 5x22 (2001)
- Star Trek: Enterprise - serie TV, episodio 1x04 (2001)
- 24 - serie TV, 4 episodi (2002)
- Dark Angel - serie TV, episodio 2x20 (2002)
- Spin City - serie TV, episodio 6x20 (2002)
- CSI - Scena del crimine (CSI: Crime Scene Investigation) - serie TV, episodio 5x05 (2004)
- Dr. House - Medical Division - serie TV, episodio 1x07 (2004)
- Sleeper Cell - serie TV, 18 episodi (2005-2006)
- The O.C. - serie TV, episodi 4x10-4x11 (2007)
- The Unit - serie TV, episodio 2x19 (2007)
- CSI: Miami - serie TV, episodio 6x10 (2007)
- Eleventh Hour - serie TV, episodio 1x05 (2008)
- Numb3rs - serie TV, episodio 5x06 (2008)
- Detective Monk - serie TV, episodio 8x02 (2009)
- NCIS: Los Angeles - serie TV, episodio 1x11 (2010)
- Bones - serie TV, episodio 5x14 (2010)
- Chuck - serie TV, episodio 3x07 (2010)
- Grimm - serie TV, 2 episodi (2011-2012)
- Burn Notice - Duro a morire (Burn Notice) - serie TV, episodio 5x08 (2011)
- Supernatural - serie TV, episodio 7x10 (2011)
- True Blood - serie TV, 4 episodi (2012)
- Longmire - serie TV, episodio 2x03 (2013)
- Elementary - serie TV, episodi 2x21-2x22 (2014)
- Person of Interest - serie TV, episodio 3x14 (2014)
- C'era una volta (Once Upon a Time) - serie TV, episodio 3x15 (2014)
- Zoo - serie TV, 3 episodi (2015)
- Hawaii Five-0 - serie TV, episodio 5x11 (2015)
- The Mentalist - serie TV, episodio 7x13 (2015)
- Scorpion - serie TV, 2 episodi (2016)
- The Blacklist - serie TV, episodio 4x13 (2017)
- NCIS - Unità anticrimine (NCIS) - serie TV, episodio 15x09 (2017)
- The Orville - serie TV, episodio 3x06 (2020)
- The Rookie - serie TV, episodio 5x19 (2023)

### Doppiaggio
- T.O.T.S. - Trasporto Organizzato Teneri Supercuccioli (T.O.T.S. - Tiny Ones Transport Service) - serie animata, 50 episodi (2019-2022) - voce di JB

## Doppiatori italiani
Nelle versioni in italiano delle opere in cui ha recitato, Henri Lubatti è stato doppiato da:
- Alberto Bognanni in Dr. House - Medical Division, Sleeper Cell, Supernatural, NCIS - Unità anticrimine
- Frédéric Lachkar in C'era una volta, Zoo
- Vittorio Guerrieri in X-Files
- Stefano Onofri in Millennium
- Nanni Baldini in Star Trek: Enterprise
- Christian Iansante in 24
- Corrado Conforti in CSI - Scena del crimine
- Franco Mannella in The O.C.
- Alessandro Messina in NCIS: Los Angeles
- Gianfranco Miranda in Bones
- Antonio Palumbo in Chuck
- Massimo Bitossi in Person of Interest
- Massimiliano Virgilii in The Mentalist
- Oliviero Cappellini in The Rookie

Da doppiatore è stato sostituito da:
- Emiliano Coltorti in T.O.T.S. - Trasporto Organizzato Teneri Supercuccioli